# Bydelsbach
Bydelsbach i Danmark också känd som Bidelsbach och Bydelsbak af Bregentved, var en tysk-dansk uradlig adelsätt, invandrad från Tyskland till Danmark under medeltiden, varifrån den spred sig till Sverige. Utdog under medeltiden i Danmark och Sverige,  innan Sveriges Riddarhus grundades 1625, varför den aldrig introducerades där som adelsätt.
Vapen: ett rött bockhorn på fält av silver 

## Historia
Ätten, med ursprung från Beutelsbach i Württemberg inkom till Danmark under 1300-talet. 1369 var Otto Bydelsbach (Utze (Otte) Bydelsbak) dansk riddare och riksråd, som nämns 1370-71 som riddare och hövitsman vid Jungshoved borg (död efter 1387). 
Han son, den dansk-tyske hövitsmannen på Bohus borg Albrekt Utzesson Bydelsbak var riddare och skrev sig av Hindsgavl när han nämns 1419 i Köpenhamn då han satte sitt sigill till förbunds avtalet mellan unionskungen Erik av Pommern och kung Vladislav II av Polen, och igen i Köpenhamn 1423 vid avtalet med de wendiska städerna. Vid sista tillfället kallas han hövitsman för Åhus borg, men var 1429 hövitsman för Båhus. 1436 nämnts han som hövitsman på Bergenhus och närvarande vid förhandlingarna i Kalmar. 1441 nämnts han som närvarande vid mötet mellan norska, danska och svenska sändebud i Lödöse och samma år i Köpenhamn vid traktaten med hertig Filip III av Burgund. Var 1458 hövitsman på Annisse och förmodligen den sista man i denna gren av ätten. Albrekt Bydelsbak var gift med Anna Eriksdotter (Krummedige), dotter till Erik Krummedige.
Barn
1. Hebla Albrechtsdotter Bydelsbak (af Bregentved) (-1484), gift med väpnaren Ficke Bülow: deras dotter Ermegård Fikkesdotter Bülow var gift först med Måns Bengtsson Natt och Dag och näst med riksråd Jöns Knutsson (Tre Rosor). Efter Fikke von Bülows död, blev Hebbla Albrektsdotter omgift med riddaren och riksrådet Arend Bengtsson (Ulv), och blev mor till riksrådet Gotskalk Arendsson (Ulv).[3]
2. Beata Albrektsdotter Bydelsbak (af Bregentved), gift med Simon Pedersen Kyrning och därmed, igenon dottern Benedikte Simonsdatter Kyrning (död före 1504), mormor till Iliana Erengislesdotter Gädda. Benedikte Simonsdotter var gift först med Erengisle Karlsson (Gädda) (död  1475 ~ 65 år), och andra gången med riksråd Jörgen Åkesson (Tott), til Tidö (död efter 1489). Därmed var Beata Albrektsdotter också mormor till riddaren Åke Jörgensson (Tott), till Eka och Stäringe (Nyköpings län) och Tidö, 1509 hövitsman vid Åbo borg, 1512 vid Kroneborg, 1510 åter i Åbo, och slutligen 1520 vid Tavastehus, där han blev avrättad 27 nov. samma år i samband med Stockholms blodbad. Beata blev nunna i Vadstena kloster från 1470-talets mitt, död där maj 1487
3. Anne Albrechtsdatter Bydelsbak (af Bregentved), gift med riddaren och riksråd Engelbrecht Albretsen Bydelsbak (af Torbenfeld)

## Bydelsbak af Torbenfeld
Från Bydelsbach af Bregentved tog efter ingifte, en från Westfalen invandrad ätt, namnet Bydelsbak af Torbenfeld, men denna ätt förde en delad sköld med två röda liljor i silverfält, över ett rött fält.  Ätten utdog 1500 i Danmark med Henrik Bydelsbach, som stupade i Ditmarsken.
Ätten var under 3 generationer ägare till godset Torbenfeldt (årtalen anger ägarlängd):
- (1443-1492) Engelbrecht Albrechtsen Bydelsbak
- (1492-1500) Laurids Engelbrecht Bydelsbak
- (1500-1525) Mette Lauridsdatter Bydelsbak gift Gjøe

## Medlemmar ur släkten
1. Erik Bydelsbach (1330-1368), herre till Bregentved.[5]
  1. Otto Bydelsbach (1360-1437) herre till Bregentved.[5]
    1. Valdemar Bydelsbak (död omkring 1430). Dansk riddare, 1419 länsman på Stegehus.
    2. Albrekt Ottosson Bydelsbach (1380-1458), herre till Bregentved,[5] dansk-tysk hövitsman över Bohus fästning. Gift med Anna Eriksdotter (Krummedige).
      1. Beatrix Bydelsbach (1415-?). Gift med Simon Körning (1375-1454). Dotter: Bengta Körning (1435-1505), gift med [5]
      2. Hebbla Albrektsdotter BydelsbachHebbla Albrektsdotter Bydelsbach (levde ännu 1484), gift med Ficke von Bülow, siste medlem av ätten von Bülow i Sverige, och de fick dottern Ermegard Fickesdotter von Bülow, gift med Magnus Bengtsson (Natt och Dag).[6]. Efter Ficke von Bülows död var Hebbla Albrektsdotter omgift med riddaren och riksrådet Arent Bengtsson (Ulv) [7] [8]